# Wereldkampioenschappen zwemmen 2009 - 1500 meter vrije slag vrouwen
De 1500 meter vrije slag vrouwen op de Wereldkampioenschappen zwemmen 2009 vond plaats op 27 juli (series) en 28 juli 2009 (finale). Op dit onderdeel mogen de zwemsters zelf bepalen in welke slag ze de wedstrijd zwemmen (in tegenstelling tot de rugslag, schoolslag en vlinderslag nummers), bijna alle zwemsters maken gebruik van de borstcrawl. Omdat het zwembad waarin de wedstrijd gehouden werd 50 meter lang is, bestond de race uit dertig baantjes. De acht snelste zwemsters uit de series plaatsten zich voor de finale. Regerende wereldkampioene Kate Ziegler uit de Verenigde Staten verdedigde haar titel niet. De Italiaanse Alessia Filippi werd de nieuwe wereldkampioene.

## Podium
| Goud            | Goud | Zilver      | Zilver | Brons         | Brons |
| --------------- | ---- | ----------- | ------ | ------------- | ----- |
| Alessia Filippi | ITA  | Lotte Friis | DEN    | Camelia Potec | ROU   |

## Records
Voorafgaand aan het toernooi waren dit het wereldrecord en het kampioenschapsrecord
| Wereldrecord         | Kate Ziegler | 15.42,54 | Mission Viejo, Verenigde Staten | 27 juni 2009  |
| Kampioenschapsrecord | Kate Ziegler | 15.53,05 | Melbourne, Australië            | 27 maart 2007 |

## Series
| Rang | Naam                        | Nationaliteit | Serie    | Baan | Tijd | Bijz. |
| ---- | --------------------------- | ------------- | -------- | ---- | ---- | ----- |
| 1    | Lotte Friis                 | DEN           | 15:58.23 | 2    | 4    |       |
| 2    | Kristel Köbrich             | CHI           | 15:58.75 | 2    | 5    |       |
| 3    | Camelia Potec               | ROU           | 16:02.21 | 3    | 4    |       |
| 4    | Alessia Filippi             | ITA           | 16:04.34 | 3    | 4    |       |
| 5    | Erika Villaecija            | ESP           | 16:04.78 | 4    | 5    |       |
| 6    | Wendy Trott                 | RSA           | 16:08.96 | 3    | 5    |       |
| 7    | Chloe Sutton                | USA           | 16:12.56 | 2    | 3    |       |
| 8    | Melissa Gorman              | AUS           | 16:16.83 | 2    | 6    |       |
| 9    | Haley Anderson              | USA           | 16:20.62 | 4    | 2    |       |
| 10   | Maiko Fujino                | JPN           | 16:21.09 | 3    | 3    |       |
| 11   | Eider Santamaria            | ESP           | 16:21.75 | 4    | 3    |       |
| 12   | Andreina Pinto              | VEN           | 16:22.29 | 4    | 7    |       |
| 13   | Ren Junni                   | CHN           | 16:27.74 | 1    | 3    |       |
| 14   | Patricia Castañeda Miyamoto | MEX           | 16:28.03 | 4    | 1    |       |
| 15   | Grainne Murphy              | IRL           | 16:28.47 | 2    | 1    |       |
| 16   | Susana Escobar              | MEX           | 16:31.30 | 3    | 8    |       |
| 17   | Martina Rita Caramignoli    | ITA           | 16:33.40 | 3    | 7    |       |
| 18   | Isabelle Harle              | GER           | 16:33.79 | 3    | 6    |       |
| 19   | Nina Dittrich               | AUT           | 16:34.02 | 3    | 2    |       |
| 20   | Ekaterina Seliverstova      | RUS           | 16:36.37 | 2    | 2    |       |
| 21   | Natsumi Iwashita            | JPN           | 16:37.22 | 2    | 7    |       |
| 22   | Tjasa Oder                  | SLO           | 16:37.73 | 4    | 6    |       |
| 23   | Nuala Murphy                | IRL           | 16:37.97 | 2    | 0    |       |
| 24   | Ionela Cozma                | ROU           | 16:38.48 | 2    | 8    |       |
| 25   | Lim Shu En Lynette          | SGP           | 16:41.49 | 4    | 9    |       |
| 26   | Savannah King               | CAN           | 16:43.25 | 4    | 0    |       |
| 27   | Swann Oberson               | SUI           | 16:44.08 | 3    | 1    |       |
| 28   | Iris Matthey                | SUI           | 16:51.99 | 3    | 0    |       |
| 29   | Teja Zupan                  | SLO           | 17:09.79 | 4    | 8    |       |
| 30   | Cho Youn Soo                | KOR           | 17:12.67 | 3    | 9    |       |
| 31   | Darneyis Orozco             | VEN           | 17:31.44 | 1    | 4    |       |
| 32   | Nada Abbas                  | EGY           | 17:39.57 | 1    | 5    |       |

## Finale
| Rang   | Baan | Naam             | Nationaliteit | Tijd     | Bijz. |
| ------ | ---- | ---------------- | ------------- | -------- | ----- |
| Goud   | 6    | Alessia Filippi  | ITA           | 15.44,93 | CR    |
| Zilver | 4    | Lotte Friis      | DEN           | 15.46,30 |       |
| Brons  | 3    | Camelia Potec    | ROU           | 15.55,63 |       |
| 4      | 5    | Kristel Köbrich  | CHI           | 15.57,57 |       |
| 5      | 2    | Erika Villaecija | ESP           | 16.00,25 |       |
| 6      | 7    | Wendy Trott      | RSA           | 16.09,22 |       |
| 7      | 8    | Melissa Gorman   | AUS           | 16.09,66 |       |
| 8      | 1    | Chloe Sutton     | USA           | 16.16,10 |       |